# Анексија
Анексија (лат ad, да и nexus, придруживање), насилно заузимање територије једне државе од стране друге државе, обично након војне окупације територије. Генерално, у међународном праву, се сматра да је то незаконит чин. Анексија је једнострани чин где територију заузима и држи једна држава, који се разликује од освајања и разликује се од цесије, у којој се територија даје или продаје путем уговора.
Анексија се може легитимисати ако је опште призната од стране других држава и међународних тела.
Незаконитост анексије значи да државе које спроводе таква дела обично избегавају да користе реч анексија у описивању својих поступака. У свакој од нерешених анексија Израела, Марока и Русије, државе су избегавале да своје поступке окарактеришу као такве.

## Развој међународног права

### Незаконитост
Међународно право у вези са употребом силе од стране држава значајно је еволуирало у 20. веку. Кључни споразуми укључују Портерову конвенцију из 1907. године, Пакт Лиге народа из 1920. и Бријан-Келогов пакт из 1928. године, који кулминира чланом 2(4) Поглавља I Повеље Уједињених нација, који је данас на снази: „Све чланице ће се у својим међународним односима уздржавати од претње или употребе силе против територијалног интегритета или политичке независности било које државе, или на било који други начин који није у складу са циљевима Уједињених нација“.
Ови принципи су поново потврђени Декларацијом о пријатељским односима (Резолуција 2625 ГС УН) из 1970. године. Пошто је употреба силе против територијалног интегритета или политичке независности незаконита, питање да ли се у таквој ситуацији може пренети право својине или суверенитет је било предмет правне расправе. „[А]нексија употребом силе територије друге државе или њеног дела“ је чин агресије према Римском статуту Међународног кривичног суда.

### Окупација и анексија
Нелегално анектирана територија се сматра још увек окупираном према међународном праву и одредбе међународног хуманитарног права и даље важе. Ради прецизности таква територија се може назвати „окупираном и незаконито анексираном“. У извештају Генералној скупштини Уједињених нација, Мајкл Линк је супротставио дејуре анексију као формалну декларацију државе која сматра да има трајни суверенитет над територијом и дефакто анексију без званичне декларације као описни термин за државу која утврђује чињенице на терену као увод у будућу тврдњу о суверенитету.
Четврта женевска конвенција из 1949. године проширила је Хашке конвенције из 1899. и 1907. године у погледу заштите цивила: правила о неповредивости права имају „апсолутни карактер“, што отежава држави да заобиђе међународно право коришћењем анексије.

## Анексије од оснивања Уједињених нација

### Нерешене

#### Од стране Израела

##### Источни Јерусалим
Током Шестодневног рата 1967. године, Израел је од Јордана заузео источни Јерусалим, тада део Западне обале, који је остао окупиран до данас. Израел је 27. јуна 1967. једнострано проширио своје законе и јурисдикцију на источни Јерусалим и неке од околних подручја, укључивши око 70 km² територије у општину Јерусалим. Иако је у то време Израел обавестио Уједињене нације да њихове мере представљају административну и општинску интеграцију, а не анексију, касније пресуде израелског Врховног суда су показале да је источни Јерусалим постао део Израела. Израел је 1980. године донео Јерусалимски закон као део свог Основног закона, којим је Јерусалим проглашен „потпуним и уједињеним“ главним градом Израела. Другим речима, Израел је практично анексирао источни Јерусалим. Анексија је проглашена ништавном резолуцијама 252, 267, 271, 298, 465, 476 и 478 Савета безбедности Уједињених нација.
Од тада, Јеврејске четврти су изграђене у источном Јерусалиму, а израелски Јевреји су се такође населили и у тамошњим арапским четвртима, иако су се неки Јевреји можда вратили након протеривања из 1948. године, након битке за Јерусалим. Само је Костарика признала израелску анексију источног Јерусалима, а оне земље које су имале амбасаде у Израелу нису их преселиле у Јерусалим. Конгрес Сједињених Држава усвојио је Закон о амбасади у Јерусалиму, који признаје Јерусалим као уједињени главни град Израела и захтева премештај америчке амбасаде тамо до 1995. Тај закон је укључивао одредбу која дозвољава председнику да одложи његову примену због потреба националне безбедности. Ово одлагање су користили су председници Клинтон, Буш, Обама и Трамп, али је Трампова администрација дозволила да изузеће истекне 2019. године.

##### Западна Обала искључујући источни Јерусалим
Професор права Омар Даџани и други су дискутовали о дефакто анексији (која се такође назива „спора анексија“). У дебати се разматрало да ли у свим околностима постоји образац понашања који је довољан да се закључи да Израел крши међународну забрану анексије, чак и без формалне декларације.

##### Голанска висораван
Израел је окупирао две трећине Голанске висоравни од Сирије током Шестодневног рата 1967. године, и након рата је изградио јеврејска насеља у тој области. Израел је 1981. године донео Закон о Голанској висоравни, који је проширио израелски „закон, јурисдикцију и администрацију“ на ту област, укључујући и област Шеба фарми. Ова декларација је проглашена „ништавом и без међународног правног дејства“ резолуцијом 497 Савета безбедности Уједињених нација. Савезне Државе Микронезије су признале анексију, а 2021. године и Сједињене Државе су признале исту.
Огромна већина сиријских Друза у Маџдал Шамсу, највећем сиријском селу на Голану, задржала је своје сиријске пасоше. Када је Израел анектирао Голанску висораван 1981. године, 95% становника Мајдал Шамса одбило је израелско држављанство и још увек су чврсто тог мишљења, упркос грађанском рату у Сирији.
Генерална скупштина Уједињених нација је 29. новембра 2012. године поново потврдила да је „[дубоко] забринута што се Израел није повукао са сиријског Голана, који је под окупацијом од 1967. године, супротно релевантним резолуцијама Савета безбедности и Генералне скупштине“, и нагласила „незаконитост изградње израелских насеља и других активности на окупираном сиријском Голану од 1967. године.“ Генерална скупштина је тада већином гласова, 110 за и 6 против (Канада, Израел, Маршалска острва, Федеративне Државе Микронезије, Палау, Сједињене Државе), уз 59 уздржаних, захтевала потпуно повлачење Израела са сиријске Голанске висоравни.
Сједињене Државе су 25. марта 2019. признале Голанску висораван као суверену територију Израела. Као одговор, генерални секретар Уједињених нација Антонио Гутереш је изјавио да се „статус Голана није променио“,. Одлука је наишла на светску осуду. Европски чланови Савета безбедности су напоменули: „Изражавамо нашу снажну забринутост због ширим последицама признавања незаконите анексије и ширим регионалним последицама“ и да је „насилно припајање територије забрањено међународним правом“, додајући да једностране промене граница крше „међународни поредак заснован на правилима и Повељу УН“.

#### Западна Сахара
Године 1975, након Мадридског споразума између Мауританије, Марока и Шпаније, Шпанија се повукла са територије и препустила управу Мауританији и Мароку. Ово је оспорио покрет за независност, Фронт Полисарио који је водио герилски рат против Мауританије и Марока. Након војног пуча 1979. године, Мауританија се повукла са територије, остављајући је под контролом Марока. Мировни процес Уједињених нација покренут је 1991. године, али није напредовао. Дд средине 2012. УН воде директне преговоре између Марока и фронта Полисарио како би се дошло до решења сукоба. Сахарска Арапска Демократска Република је делимично призната држава која полаже право на цео регион од 1975. године.

#### Од стране Русије
У марту 2014. године Русија је анектирала полуострво Крим, које је било део Украјине од 1991. године и управља територијом као два федерална субјекта — Републику Крим и савезни град Севастопољ. Генерална скупштина УН сматра руско поседовање Крима и Севастопоља „покушајем анексије“, а Руску Федерацију „окупаторском силом“.
Русија одбацује став да је ово била анексија и сматра да је то присаједињење државе која је управо прогласила независност од Украјине након спроведеног референдума и сматра да је отцепљење резултат иредентизма. Израз који се у Русији често користи за описивање ових догађаја је „поновно уједињење“ (воссоединение) како би се истакла чињеница да је Крим био део Руске империје од 1783. до 1917. г. и део Руске СФСР од 1921. до 1954. године. Неколико држава признаје ово гледиште.
Украјина сматра Крим и Севастопољ својом територијом и надзире Кримску платформу, међународну дипломатску иницијативу за обнављање њеног суверенитета.
Дана 30. септембра 2022. током руске инвазије на Украјину, Руска Федерација је након референдума анектирала јужну и источну Украјину. Као резултат анексије, Руска Федерација је добила контролу над Доњецком Народном Републиком (~58% Доњецке области), Луганском Народном Републиком (~99%Луганске области), Херсонском војно-цивилном управом (~91% Херсонске области) и Запорошком војно-цивилном управом (~72% Запорошке области).

### Поништене анексације

#### Еритреја
Етиопски цар Хаиле Селасије је 1952. организовао је федерацију са Еритрејом. Распустио ју је 1962. и анектирао Еритреју, што је довело до Еритрејског рата за независност.

#### Јордан
Део бивше Мандатне Палестине који је окупиран од стране Јордана током арапско-израелског рата 1948. г. преименован је у Западну обалу. Припојена је Јордану 1950. године на захтев палестинске делегације. Било је, међутим, питање колико је та делегација репрезентативна, па, на инсистирање Арапске лиге, Јордан се сматрао само силом-заштитницом Западне обале. Само су Пакистан и Велика Британија признале Јорданску анексију. Није била осуђена од стране Савета безбедности и Западна обала је остала под јорданском влашћу све до 1967. године када ју је окупирао Израел. Јордан се није званично одрекао свог права да влада Западном обалом све до 1988. године. Израел није предузео кораке ка анексији територије (осим њених делова који су били део Јерусалимске општине), већ је донет комплексан и веома контроверзан систем заповести војних власти који у ствари увелико примењују израелски закон у многим у израелским насеља у окупираним територијама.

#### Источни Тимор
Након индонежанске инвазије 1975. године, Источни Тимор је припојен Индонезији и био је познат као Тимор Тимур. Индонезија га је сматрала својом 27. провинцијом, али Уједињене нације то никада нису признале. Народ Источног Тимора је пружао отпор индонежанским снагама у дуготрајној герилској кампањи.
После референдума одржаног 1999. г, према споразуму две стране под покровитељством УН, народ Источног Тимора одбацио је понуду аутономије унутар Индонезије. Источни Тимор је стекао независност 2002. године.

#### Кувајт
Након што је био ирачки савезник током иранско-ирачког рата (углавном због жеље за ирачком заштитом од Ирана), Кувајт је нападнут и анектиран од стране Ирака под Садамом Хусеином у августу 1990. године. Хусеиново примарно оправдање укључивало је тврдњу да је кувајтска територија у ствари ирачка провинција, а да је анексија одмазда за „економски рат“ који је Кувајт водио кроз косо бушење у ирачке нафтне залихе. Монархија је свргнута након анексије и постављен је ирачки гувернер.
Председник Сједињених Држава Џорџ Буш је на крају осудио акције Ирака и покренуо акције да протера ирачке снаге. Овлашћена резолуцијама Савета безбедности Уједињених нација, коалиција од 34 нације предвођена Америком водила је Заливски рат како би вратила кувајтског емира на власт. Инвазија и анексија од стране Ирака је проглашена нелегалном и Кувајт је данас независна држава.

### Накнадно легализоване анексије

#### Тибет
Владавина династије Ћинг над Тибетом је успостављена након што су експедиционе снаге династије Ћинг победиле Џунгар канат који је окупирао Тибет 1720. године, и трајала је до пада династије Ћинг 1912. године. Царски едикт о абдикацији цара Ћинг издат 1912. године пружио је правни основ Републици Кини да наследи све територије Ћинга, укључујући Тибет. Међутим, Република Кина није имала ефективну контролу над Тибетом од 1912. до 1951. године. По мишљењу кинеске владе, овај услов не представља дејуре независност Тибета јер су многи други делови Кине такође уживали дефакто независност када је кинеска држава била растрзана између ратних господара, јапанске инвазије и грађанског рата.
Тибет је дошао под контролу Народне Републике Кине након покушаја владе Тибета да добије међународно признање, напора да модернизује своју војску, преговора између Владе Тибета и НР Кине и војног сукоба у Чамдо области западног Кама у октобру 1950. године. Неки аналитичари сматрају укључивање Тибета у састав НР Кине анексијом.
Ако су акције из 1950. представљале анексију, то је накнадно легализовано Споразумом од седамнаест тачака од стране владе Тибета у октобру 1951. године. Од 1959. године па надаље, тврдње су да је овај споразум потписан под притиском; академици о томе расправљају од тада, али Тибет је међународно признат као део Кине.

#### Гоа
Године 1954., становници Дадра и Нагар Хавелија, португалске енклаве у Индији, окончали су португалску власт уз помоћ националистичких добровољаца. Од 1954. до 1961. територија је уживала дефакто независност. Године 1961. територија је присаједињена Индији након што је њена влада потписала споразум са индијском владом.
Године 1961. Индија и Португалија су ушле у кратак војни сукоб око Гое и Дамана и Дијуа под контролом Португала. Индија је напала и освојила те области после 36 сати борбе, чиме је окончана 451 година португалске колонијалне владавине у Индији. На акцију су у Индији гледали као на ослобађање историјски индијске територије; у Португалу је, међутим, губитак обе енклаве виђен као национална трагедија. Совјетски Савез је ставио вето на осуду ове акције од стране Савета безбедности Уједињених нација. Гоа и Даман и Дију су укључени у Индију.

#### Сиким
За време британске колонијалне владавине у Индији, Сиким је имао двосмислен статус, као индијска принчевска држава или као индијски протекторат. Пре стицања независности Индије, Џавахарлал Нехру, као вођа Извршног већа, сложио се да Сиким неће бити третиран као индијска држава. Између 1947. и 1950. године Сиким је уживао дефакто независност. Међутим, индијска независност је подстакла народне политичке покрете у Сикиму и владар Чогјал је био под притиском. Тражио је индијску помоћ да угуши устанак, која је била понуђена. Након тога, 1950. године, Индија је потписала споразум са Сикимом који је ставља под своју власт и контролише њене спољне послове, одбрану, дипломатију и комуникације. Државни савет је основан 1955. како би се омогућила уставна владавина под сикимским монархом. У међувремену, у држави су се спремале невоље након што је Национални конгрес Сикима захтевао нове изборе и већу заступљеност Непалаца. У сукобима Нату Ла и Чо Ла 1967. кинески гранични напади су одбијени. Немири испред палате 1973. године довели су до формалног захтева за заштиту од Индије. Показало се да је Чогјал био крајње непопуларан у народу. Године 1975. Кази (премијер) је апеловао на индијски парламент за промену статуса Сикима како би могао да постане држава Индије. У априлу, индијска војска је ушла у Сиким, заузевши град Гангток и разоружавши стражу палате. Одржан је референдум на којем је 97,5% бирача (59% људи са правом гласа) гласало за придруживање Индијској унији. Неколико недеља касније, 16. маја 1975. године, Сиким је званично постао 22. држава Индијске уније и монархија је укинута.

#### Западна Нова Гвинеја
Након контроверзног плебисцита 1969. године, Западна Нова Гвинеја или Западна Папуа је припојена Индонезији. Западна Папуа је западна половина острва Нова Гвинеја, укључујући мања острва на западној обали. Сепаратистички Покрет за слободну Папуу води мали, али крвави сукоб са индонежанском војском од 1960-их.

#### Поновно уједињење Вијетнама
Северни Вијетнам је дефакто анектирао Јужни Вијетнам након војног пораза војске Јужног Вијетнама у априлу 1975. године. Комунистички режим Социјалистичке Републике Вијетнам званично је поново ујединио земљу.

### Остало

#### Земља краљице Мавд
Један пример наводне анексије после Другог светског рата је експанзија Норвешке према југу зависне територије Земље Краљице Мавд. На већини мапа постојало је подручје између граница Земље краљице Мавд из 1939. и Јужног пола до 12. јуна 2015. године које нико није сматрао својим. Те године је Норвешка формално тврдила да је анектирала то подручје.

#### Британска анексија Рокола
Дана 18. септембра 1955. тачно у 10:16, Рокол је званично проглашен анексираним од стране Британске круне када су подкомандир Краљевске морнарице Дезмонд Скот, наредник Краљевских маринаца Брајан Пил, десетар Краљевске морнарице А. A. Фрејзер РМ и Џејмс Фишер (цивилни природњак и бивши краљевски маринац), су спуштени на острво хеликоптером Краљевске морнарице са брода Видал (случајно названим по човеку који је први уписао острво у поморске карте). Тим је уградио месингану плочу на Холовој платформи и подигао заставу УК како би потврдили намеру УК да анексира острво. Међутим, Британија не полаже право на било какав ефекат ове анексије на вредна потраживања поморских права према UNCLOSS-у у водама удаљеним 12 наутичких миља од Рокола нити их признаје Данска (за Фарска острва), Исланд или Ирска.

## Галерија
- Припајање португалске Индије Индији 1961. г.
- Западна Папуа је званично припојена Индонезији 1969. г.
- Индонезија је анектирала Источни Тимор 1976. г.
- Мароко је званично анектирао Западну Сахару 1976. г.
- Израел је анектирао источни Јерусалим 1980. г. и Голанску висораван 1981. г.
- Крим је припојен Русији 2014. г.